# Potaje de vigilia
El potaje de vigilia es un potaje que tradicionalmente se ha servido los viernes de Cuaresma en España. Debido a la prohibición religiosa de comer carne en este periodo, este plato contiene como aporte proteico el bacalao en salazón y los garbanzos. Es posible encontrarlo en la cocina española con el nombre largo de: «potaje de bacalao con garbanzos y espinacas», que son sus ingredientes protagonistas. Se considera uno de los platos más encontrados en la gastronomía de Semana Santa.

## Ingredientes
Uno de los principales ingredientes de este potaje es el bacalao que proviene de un salazón y por esto debe prepararse en remojo un día antes. El potaje suele estar elaborado con garbanzos alguna judía blanca, todo ello cocido (preferiblemente en un pote de hierro), unos manojos de espinacas y cebolla, ajos, aceite, pimentón y huevo duro. 
La preparación es muy simple: se ponen los garbanzos en agua caliente hasta que lleguen a su media cocción, tras esto se añade el bacalao, la espinaca y se espera a que esté preparado, se añade también un sofrito y alguna hoja de laurel. Se deja reposar una media hora y se sirve caliente. El truco de la preparación está solo en saber el momento en el que se vierte el pescado y la espinaca sobre los garbanzos hirviendo.

## Servir
Se suele servir de diferentes maneras, pero la más conocida es con huevo duro picado en cuartos sobre el plato, así como algunas hojas de perejil. Es tradición que se ponga en el centro de la mesa el pote empleado en la elaboración del potaje para que cada uno se vaya sirviendo (y repitiendo) al gusto. Hoy en día es muy frecuente ver una sopera en lugar del pote.